# جنگ‌های یهود و روم
جنگ‌های یهود و روم (انگلیسی: Jewish–Roman wars) مجموعه‌ای از شورش‌های بزرگ توسط یهودیان مدیترانه شرقی علیه امپراتوری روم در سال‌های ۶۶ و ۱۳۵ پس از میلاد بود. نخستین جنگ یهود-روم (۶۶–۷۳ پس از میلاد) و شورش بارکوخبا (۱۳۲–۱۳۶ پس از میلاد) شورش‌های ملی گرانه بودند که در تلاش برای بازگرداندن ایالت یهودیه به وضعیت مستقل از روم بودند، در حالی که جنگ کیتوس بیشتر یک درگیری قومی-مذهبی بود و جنگ بیشتر در خارج از یهودیه (استان روم) بود. از این رو، برخی منابع از واژه جنگ‌های یهودی و رومی فقط برای اشاره به نخستین جنگ یهود-رومی (۶۶–۷۳ پس از میلاد) و شورش بارکوخبا (۱۳۲–۱۳۵ پس از میلاد) استفاده می‌کنند، در حالی که برخی دیگر این جنگ‌ها را شامل جنگ کیتوس (۱۱۵–۱۱۷ پس از میلاد) نیز می‌دانند.
جنگ‌های یهودی و رومی تأثیر شگرفی بر یهودیان گذاشت و آنها را از یک جمعیت عمده در شرق مدیترانه به یک اقلیت پراکنده و تحت تعقیب تبدیل کرد. جنگ‌های یهودی-رومی اغلب به عنوان یک فاجعه برای جامعه یهودی ذکر می‌شود. این وقایع همچنین پس از اینکه عبادتگاه مرکزی یهودیت معبد دوم یعنی معبد دوم اورشلیم، توسط سربازان تیتوس در سال ۷۰ پس از میلاد ویران شد، تأثیر زیادی بر یهودیت گذاشت.

## دنباله
جنگ‌های یهودی-رومی شامل موارد زیر است:
- نخستین جنگ یهود-روم (۶۶–۷۳ پس از میلاد) - همچنین به نام نخستین شورش یهودیان یا شورش بزرگ یهودیان، از شورش سال ۶۶ پس از میلاد، تا سقوط جلیل در سال ۶۷ پس از میلاد، ویرانی اورشلیم و دومین معبد و مؤسسه خزانه یهود در سال ۷۰ میلادی و سرانجام سقوط ماسادا در سال ۷۳ میلادی.
- شورش دیاسپورا / جنگ کیتوس (۱۱۵–۱۱۷ بعد از میلاد) - معروف به «شورش تبعید» و گاهی جنگ دوم یهودیان و رومیان.
- شورش بارکوخبا (۱۳۲–۱۳۶ پس از میلاد) - همچنین به نام جنگ دوم یهودی-رومی (زمانی که جنگ کیتوس به حساب نمی‌آید)، یا سوم (زمانی که جنگ کیتوس به حساب می‌آید) نیز گفته می‌شود.

## پیش‌‌درآمد
در سال ۵۸۷/۵۸۶ پیش از میلاد، پادشاهی یهودا توسط امپراتوری بابل نو نابود شد و ساکنان آن به بابلی تبعید شدند. چند دهه بعد، کوروش بزرگ، شاه امپراتوری پارسی، بابلی را فتح کرد و یهودیان را از اسارت آزاد کرد، به آنها اجازه داد تا به یهودا بازگشته و اورشلیم و معبد دوم را بازسازی کنند. در قرون بعدی، یهودا به عنوان یک منطقه خودمختار باقی ماند، ابتدا تحت کنترل پارس‌ها و سپس تحت سلطه جانشینان اسکندر بزرگ. این وضعیت ادامه یافت تا اینکه آنتیوخوس چهارم آزارهای دینی علیه یهودیان را آغاز کرد. در پاسخ، از سال ۱۶۷ پیش از میلاد، یهودیان علیه امپراتوری سلوکی شوریدند و این شورش به نام شورش مکابی شناخته شد و آنها استقلال خود را تحت دودمان حشمونائی برای حدود یک قرن دوباره به دست آوردند.
در سال ۶۳ پیش از میلاد، پادشاهی یهودا توسط جمهوری روم فتح شد و استقلال یهودیان پایان یافت. ژنرال رومی پومپئی در جنگ داخلی میان هیرقانیوس و آریستوبولوس دخالت کرد، دو برادری که برای تخت سلطنت پس از مرگ مادرشان، ملکه سالوما آلکساندرا، رقابت می‌کردند. پس از تصرف اورشلیم، پومپئی وارد مقدس‌ترین مکان معبد شد—که یک عمل تحقیرآمیز بود، زیرا تنها کاهن اعظم مجاز به ورود به آن مکان بود. پادشاهی یهودی لغو شد، هیرقانیوس به عنوان کاهن اعظم منصوب شد و قسمت‌هایی از پادشاهی به شهرهای هلنیستی یا به استان رومی سوریه منتقل شد.
با درک ویژگی ملی‌گرایانه حکومت حشمونائی، رومی‌ها سعی کردند آن را با تأسیس یک دودمان وفادار سرکوب کنند. در سال ۴۰ پیش از میلاد، آنتیگونوس دوم متاتیا، پسر آریستوبولوس، به مدت کوتاهی با حمایت اشکانیان دوباره تخت سلطنت را به دست آورد، اما در سال ۳۷ پیش از میلاد توسط هرود که از سوی سنای روم به عنوان "پادشاه یهودیان" منصوب شده بود، برکنار شد. هیرود یهودا را به عنوان یک پادشاهی وابسته اداره کرد، مالیات سنگین وضع کرد، اعضای خانواده خود را به قتل رساند، نهادهای یهودی را تحت کنترل خود درآورد و نفرت عمومی را برانگیخت. پس از مرگ او در سال ۴ پیش از میلاد، قلمرو او بین پسرانش تقسیم شد: هرود آرکلائوس به عنوان ایتناخ یهودا، سامریه و ادومی خدمت کرد، در حالی که هیرود آنتیپاس بر جلیل و پره حکومت می‌کرد. حکمرانی نادرست آرخیلاوس منجر به برکناری او در سال ۶ میلادی شد و امپراتوری روم اراضی او را به عنوان استان یهودیه (استان روم) ضمیمه کرد.

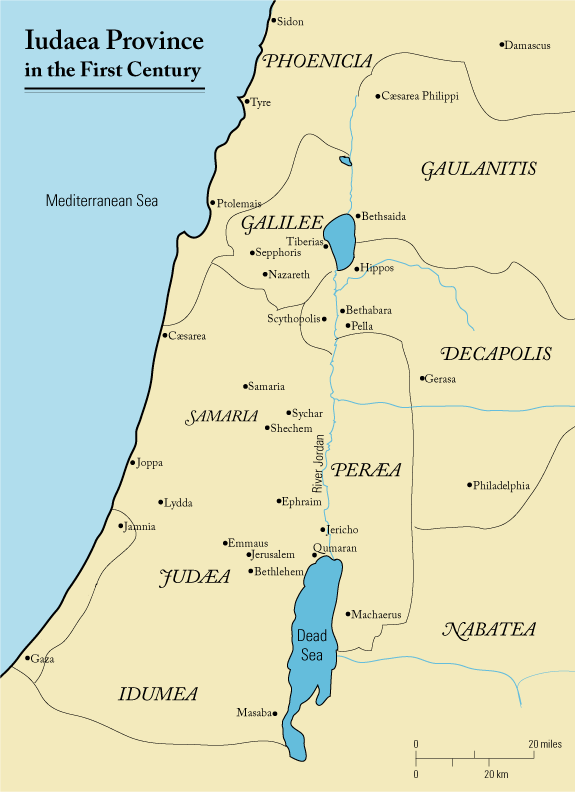
یهودیه تحت کنترل رومی‌ها (قرن اول میلادی)

انتقال چهارسالاری هرودی به یک استان رومی بلافاصله تنش‌های زیادی را به همراه داشت و یک قیام یهودیان توسط یهودیان جلیلی بلافاصله در پاسخ به سرشماری کویرینیوس فوران کرد. این قیام تحت رهبری یهودا از جلیل، بنیان‌گذار "فلسفه چهارم"، یک حرکت که خدا را به عنوان تنها پادشاه شناخته و سلطه بیگانه را رد می‌کرد، به وقوع پیوست. تحت فرمانداری رومی پونتیوس پیلاطس (حدود ۲۶–۳۶ میلادی, که همچنین به خاطر به صلیب کشیدن عیسی شناخته شده است)، حوادثی مانند ورود استانداردهای نظامی به اورشلیم، انحراف وجوه معبد برای ساخت یک آباره رو، و رفتار ناشایست یک سرباز در نزدیکی معبد باعث برانگیختن ناآرامی‌ها و خونریزی شد. تنش‌ها در طول جشن‌های مذهبی افزایش یافت، زیرا ورود زائران اغلب احساسات ملی‌گرایانه را تحریک می‌کرد.
در دوران امپراتوری کالیگولا (۳۷–۴۱ میلادی)، سیاست روم در یهودیه دچار یک اختلال کوتاه شد. تنش‌ها بین یهودیان و مقامات رومی پس از یک اختلاف در یامنه، جایی که جامعه یهودی یک معبد بت‌پرستی را تخریب کرد، افزایش یافت. در پاسخ، کالیگولا دستور داد مجسمه خود را در معبد قرار دهند که باعث خشم عمومی گسترده شد. تنها مرگ او مانع از بروز درگیری علنی شد.
در سال ۴۱ میلادی، با حمایت امپراتور کلاودیوس، هرود آگریپا سرزمین‌های تحت فرمان پدربزرگش هرود را به عنوان یک پادشاه وابسته متحد کرد. این به طور موقت خودمختاری یهودیان را بازگرداند، اما پس از مرگ او در ۴۴ میلادی، یهودیه به سلطه مستقیم رومی‌ها بازگشت و شامل یهودا، سامریه، ادومی، جلیل و پوره شد. دوره دوم استان‌نشینی به طور ثابت آغاز شد اما به زودی دچار بی‌نظمی شد. حدود ۴۸ میلادی، رومی‌ها یعقوب و شمعون، پسران یهودا از جلیل را به دار آویختند. درگیری‌هایی میان یهودیان و سامریان آغاز شد، و تا اوایل دهه ۵۰ میلادی، گروهی از افراطری های یهودی به نام سیکاری شروع به استفاده از جشن‌های مذهبی در اورشلیم برای ترور و ارعاب کردند.

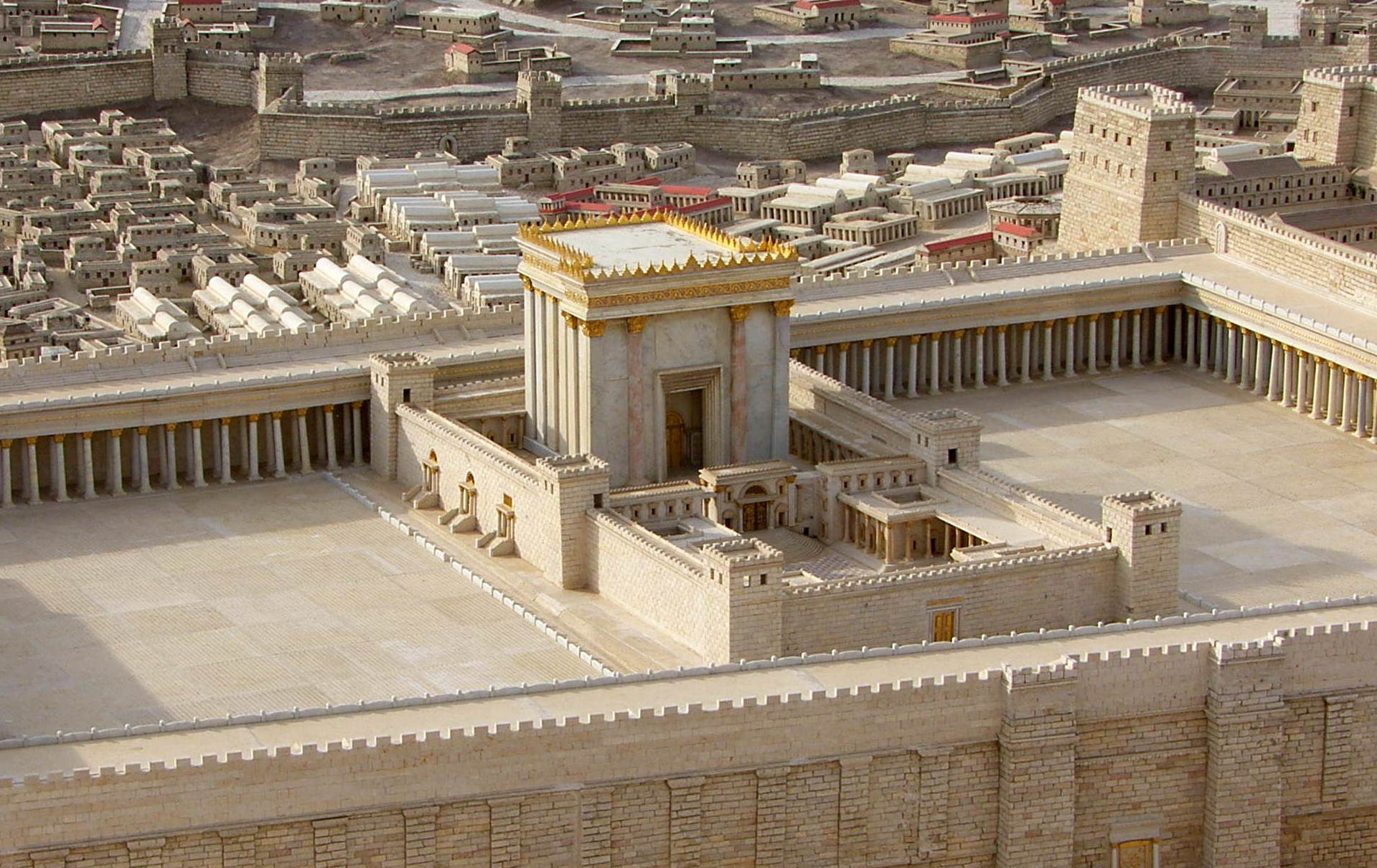
مدل مقیاس‌سازی بازسازی‌شده از کوه معبد در اورشلیم در قرن اول میلادی، با معبد دوم در مرکز. این مدل بر اساس شواهد باستان‌شناسی و آثار تاریخ‌نگاران باستان ساخته شده است.

در سال ۶۴ میلادی، گسیوس فلوروس به عنوان پروکوراتور منصوب شد و از طریق همسرش، که دوست همسر امپراتور نرون بود، این مقام را به‌دست آورد. روابط او با خانواده امپراتوری به او آزادی زیادی در اداره حکومت داد. تاسیتوس او را شایسته ندانسته است، در حالی که یوسفوس—یک فرمانده یهودی که پس از اسارت توسط رومی‌ها به تاریخ‌نگاری پرداخت—او را به عنوان یک مقام بی‌رحم که منطقه را غارت کرده و مجازات‌های سختی وضع کرد، به تصویر کشید. وضعیت بدتر شده تحت فرمان فلوروس باعث شد بسیاری از مردم منطقه را ترک کنند.

## نخستین جنگ یهود-روم
در بهار و تابستان سال ۶۶ میلادی، مجموعه‌ای از رویدادها در قيساریه و اورشلیم موجب آغاز جنگ یهودی-رومی اول شد. این درگیری با اختلافی محلی در قیساریه بر سر زمینی مجاور یک کنیسه آغاز شد که زمانی که یک ساکن یونانی با قربانی کردن پرندگان در ورودی کنیسه، جامعه یهودی را به شدت تحریک کرد، شدت گرفت. وضعیت زمانی بدتر شد که فلوروس خزانه معبد اورشلیم را غارت کرد و سرکوب‌های وحشیانه‌ای را انجام داد که هزاران نفر را در شهر به قتل رساند. پس از اینکه آگریپا دوم، پادشاه یهودی حامی روم، نتواست جمعیت را آرام کند و از شهر فرار کرد، العازر بن حنانیا، نایب مقام معبد، اهدای قربانی روزانه‌ به احترام روم را متوقف کرد که به‌طور مؤثر آن یک اعلان جنگ بود. بحران به خشونت‌های قومی گسترده‌ای در سرتاسر منطقه منجر شد، با کشتارهای جوامع یهودی در چندین شهر مختلط، در حالی که نیروهای یهودی به شهرهای یونانی نشین حمله کرده و قلعه‌های کلیدی را تصرف کردند. در اورشلیم، شورشیان نیروهای باقی‌مانده رومی را از شهر بیرون کردند و کشتند؛ پس از آن، مناحم بن یهودا، رهبر سیکاری، سعی کرد قدرت را به دست گیرد اما به قتل رسید و باعث اخراج سیکاریا به دژ صحرا در مسعده شد .
در این مرحله، فرمانده رومی سوریه، گایوس کسیتوس گالوس، نیرویی شامل لژیون دوازدهم فلومیناتا و نیروهای کمکی از وابسته‌های منطقه‌ای تشکیل داد و با حملات خود، مستعمرات یهودی مانند چابلون، یافا و لیدا را ویران کرد. اما پس از موفقیت‌های اولیه، او به دلایل نامشخصی از شهر عقب‌نشینی کرد و در نبرد بیت‌هورون به‌طور قطعی در کمین افتاد و خساراتی به اندازه یک لژیون کامل متحمل شد. این شکست غیرمنتظره نقطه‌عطفی شد که روحیه شورشیان را تقویت کرد و به تأسیس دولت موقت در اورشلیم منجر شد. این دولت تحت رهبری آنانوس بن آنانوس، کوهن اعظم پیشین، کشور را به نواحی نظامی تقسیم کرده و فرماندهان منطقه‌ای منصوب نمود و شروع به ضرب سکه‌هایی با نوشته‌های عبری ملی‌گرایانه مانند "برای آزادی صهیون" کرد  .
پس از شکست گالوس، نرو فرمانده با تجربه وسپاسیان را برای رهبری پاسخ رومی منصوب کرد. وِسپاسیان نیروی بزرگی از جمله سه لژیون و تعداد زیادی نیروهای کمکی جمع‌آوری کرد و در تابستان ۶۷ میلادی به عکا رسید و یک مبارزه‌ نظامی منظم در جلیل آغاز کرد. یودفت، یک دژ کلیدی، پس از یک محاصره طولانی ۴۷ روزه سقوط کرد و هزاران نفر کشته یا اسیر شدند. یوسفوس که فرمانده جلیل بود، پس از سقوط شهر تسلیم شد و بعداً با ادعای  خواب های پیشگویانه در مورد ظهور وِسپاسیان به حمایت رومی‌ها دست یافت و به مورخی تحت حمایت  دودمان فلاویان تبدیل شد. بعداً تاریشه (مجدله) نیز مقاومت شدیدی کرد قبل از اینکه در واقعه‌ای از کشتار جمعی سقوط کند. در پاییز ۶۷ میلادی، گملا، یک شهر مستحکم در جولان، به هدف بعدی رومی‌ها تبدیل شد و پس از یک محاصره طولانی، سقوط کرد و جمعیت آن تقریباً نابود شد  .

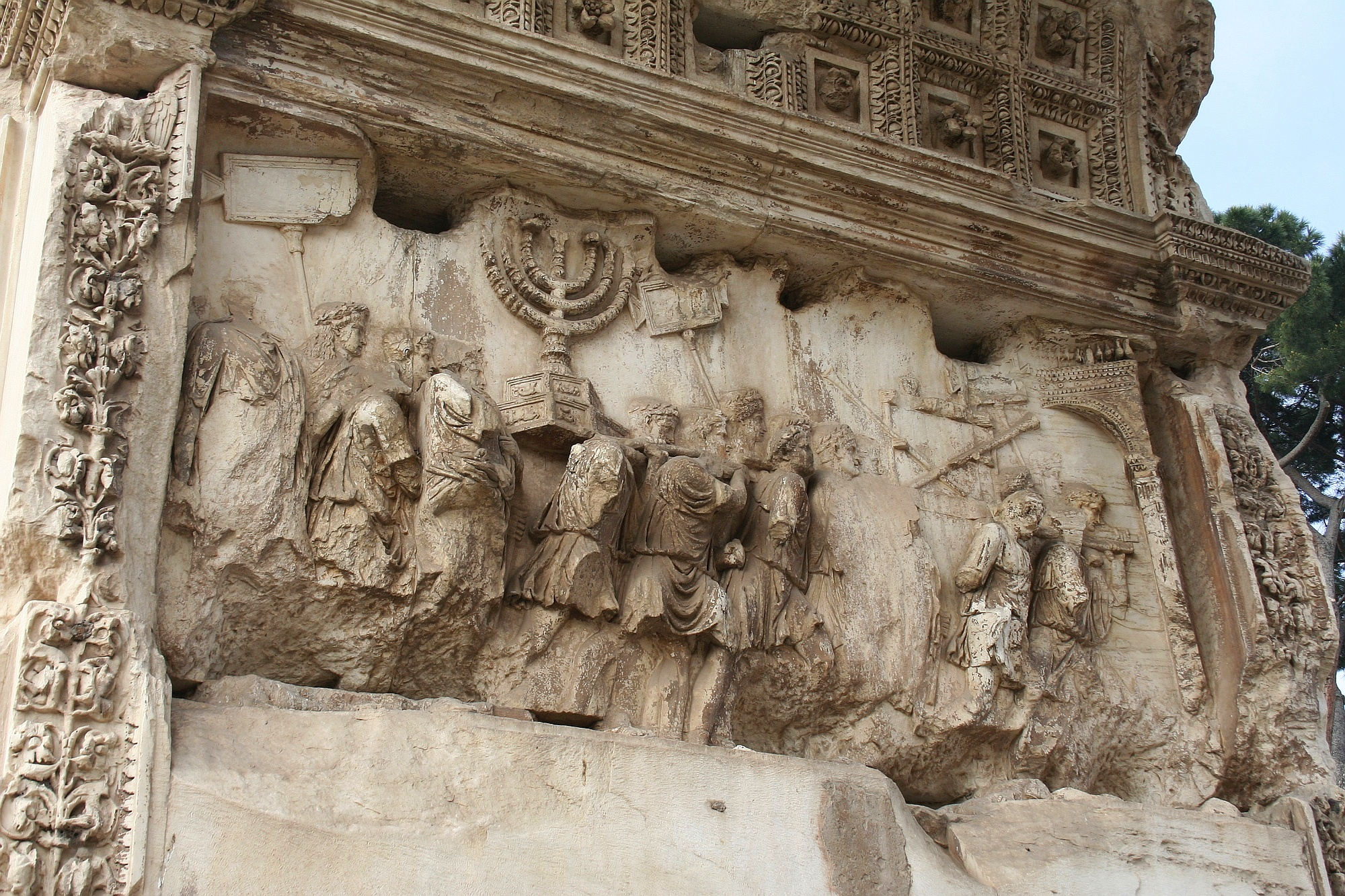
یک نقش برجسته بر طاق تیتوس در رم، که منورا معبد و دیگر غنائم از اورشلیم را که در پیروزی سال ۷۱ میلادی حمل شده بودند، به تصویر می‌کشد.

در حالی که رومی‌ها شمال را آرام کردند، اورشلیم درگیر جنگ داخلی شد زیرا پناهندگان و شورشیان از جلیل به شهر وارد شدند. جناح رادیکال زیلوت‌ها (افراطیون) که با جان گیشالا متحد شده بود، دولت میانه‌رو را سرنگون کرده و آنانوس بن آنانوس را کشتند. این گروه‌های شورشی با تغییرات انقلابی جدیدی مانند انتخاب کوهن اعظم به‌طور تصادفی به جای انتخاب از خانواده‌های سنتی اشرافی مواجه شدند. هنگامی که وِسپاسیان از طریق فراریان از شورش‌های اورشلیم آگاه شد، تصمیم گرفت به شهر حمله نکند و به این نتیجه رسید که درگیری داخلی باعث تضعیف یهودیان خواهد شد .
پس از یک وقفه در عملیات‌های نظامی به دلیل جنگ داخلی و بی‌ثباتی سیاسی در رم، وسپاسیان به رم بازگشت و در سال ۶۹ میلادی به‌عنوان امپراتور اعلام شد. پس از ترک وسپاسیان، پسر او، تیتوس، در اوایل سال ۷۰ میلادی به محاصره مرکز مقاومت شورشیان در اورشلیم پرداخت. با وخیم‌تر شدن شرایط در داخل اورشلیم—با قحطی گسترده، بیماری و خشونت‌های جناحی—رومی‌ها از جنگ روانی استفاده کردند، از جمله به دار آویختن جمعی از فراریان و رژه‌هایی که قدرت نظامی آنها را به نمایش می‌گذاشت. در حالی که دو دیوار اول اورشلیم در عرض سه هفته شکسته شد، ایستادگی سرسختانه مانع از آن شد که ارتش رومی دیوار سوم و ضخیم‌ترین دیوار را بشکند. اما در نهایت آنها از دفاع‌های یهودی عبور کردند و به سمت کوه معبد پیش رفتند و معبد را تخریب کردند. سپس رومی‌ها به‌طور سیستماتیک بقیه شهر را نابود کردند و تنها دیوار غربی و چند برج را دست‌نخورده نگه داشتند. یافته‌های باستان‌شناسی این روایت‌ها از تخریب گسترده را تأیید می‌کنند. تیتوس به رم بازگشت، جایی که او و پدرش در تابستان سال ۷۱ جشن پیروزی را برگزار کردند و در آن منورا معبد و دیگر غنائم از معبد در شهر به نمایش گذاشته شدند. پیروزی همچنین شامل صدها اسیر بود، از جمله سیمون بار گیورا که در پایان مراسم اعدام شد.

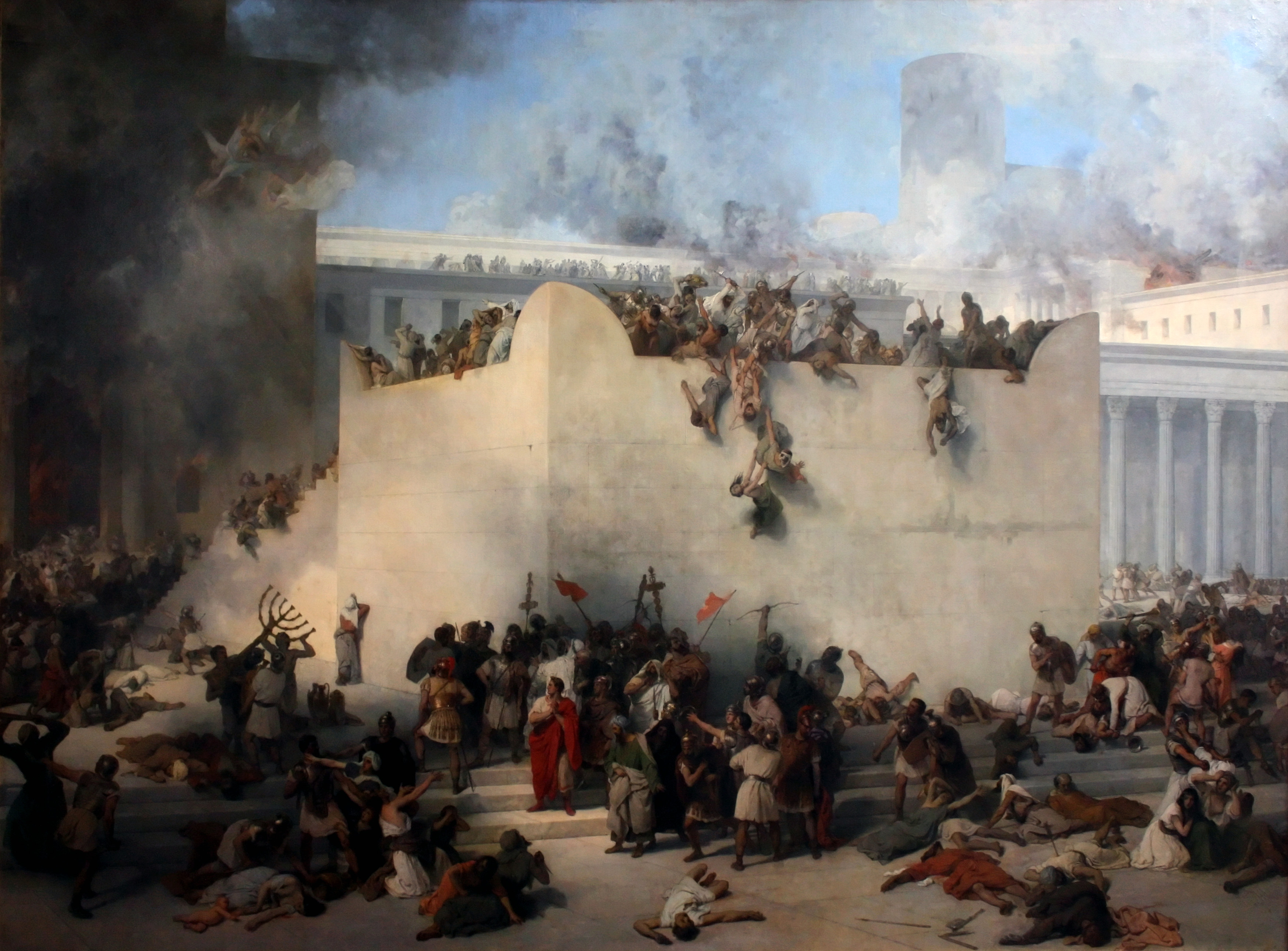
تخریب معبد در اورشلیم اثر فرانچسکو هایِز. رنگ روغن بر بوم، ۱۸۶۷.

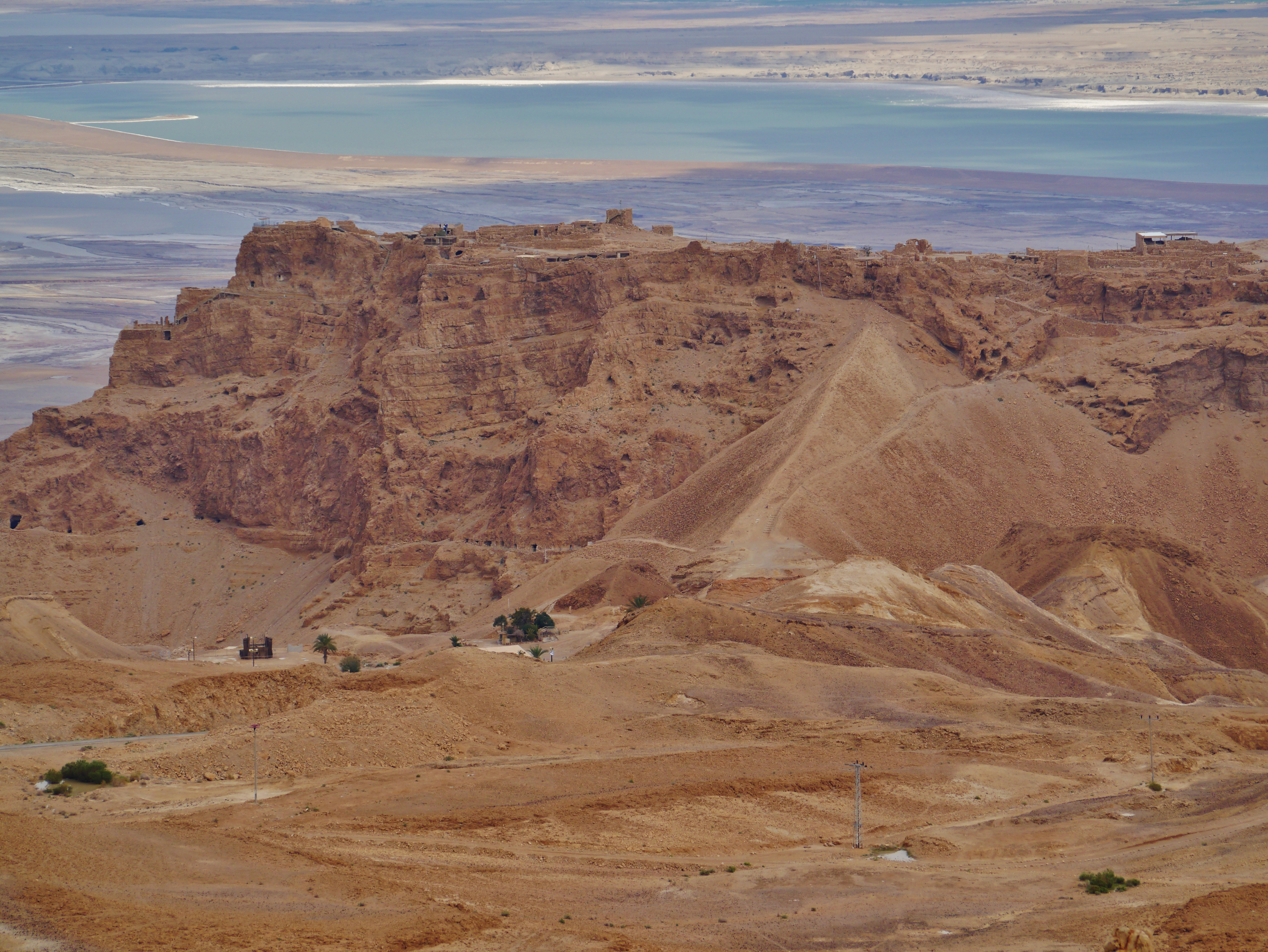
مسدا، یک دژ در سواحل جنوب غربی دریای مرده، آخرین مقاومت شورش را نشان می‌داد، که در سال ۷۳ یا ۷۴ میلادی به دست رومی‌ها افتاد.

با تخریب اورشلیم، رومی‌ها عملیاتی را آغاز کردند که هدف آن از بین بردن آخرین نقاط مقاومت بود: دژهای بیابانی شورشیان در هیرودیوم، مكاور و مسعده. تحت فرماندهی سکستوس لوکیلیوس باسوس، رومی‌ها به سرعت هیرودیوم را تصرف کردند، تسلیم مكاور را تأمین کردند، و سپس نیروهای شورشی را در جنگل جاردس نابود کردند. پس از مرگ باسوس، جانشین او لوسیوس فلاویوس سیلوا محاصره مسعده را در سال ۷۳ یا ۷۴ میلادی رهبری کرد. این تلاش عظیم مهندسی بر روی یک فلات صخره‌ای منفرد ایزوله و مستحکم در نزدیکی دریای مرده شامل دیواری کامل به دور دژ و یک سراشیب محاصره عظیم بود که هنوز هم امروز ایستاده است. به گفته یوسفوس، زمانی که رومی‌ها بالاخره دیوارهای دژ را شکافتند، دریافتند که مدافعان سیکاری، تحت رهبری العازار بن یائر، خودکشی دسته‌جمعی را به اسارت ترجیح داده‌اند—۹۶۰ نفر از مردان، زنان و کودکان با دست خود جان باختند و تنها هفت نفر زنده ماندند.

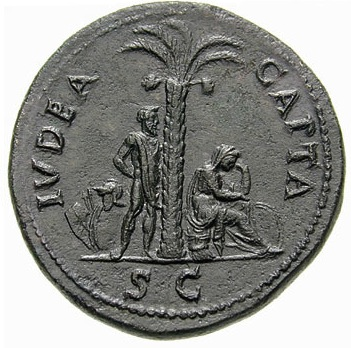
یک سکه "یهودا کاپتا" (یهودای اسیر) که توسط وسپاسیان ضرب شده است، تصویری از یک اسیر یهودی دست بسته‌شده و یک زن یهودی سوگوار که نماد مردم یهودی را زیر یک درخت خرما، نماد یهودا، به تصویر می‌کشد.

## شورش دیاسپورا (جنگ کیتوس)

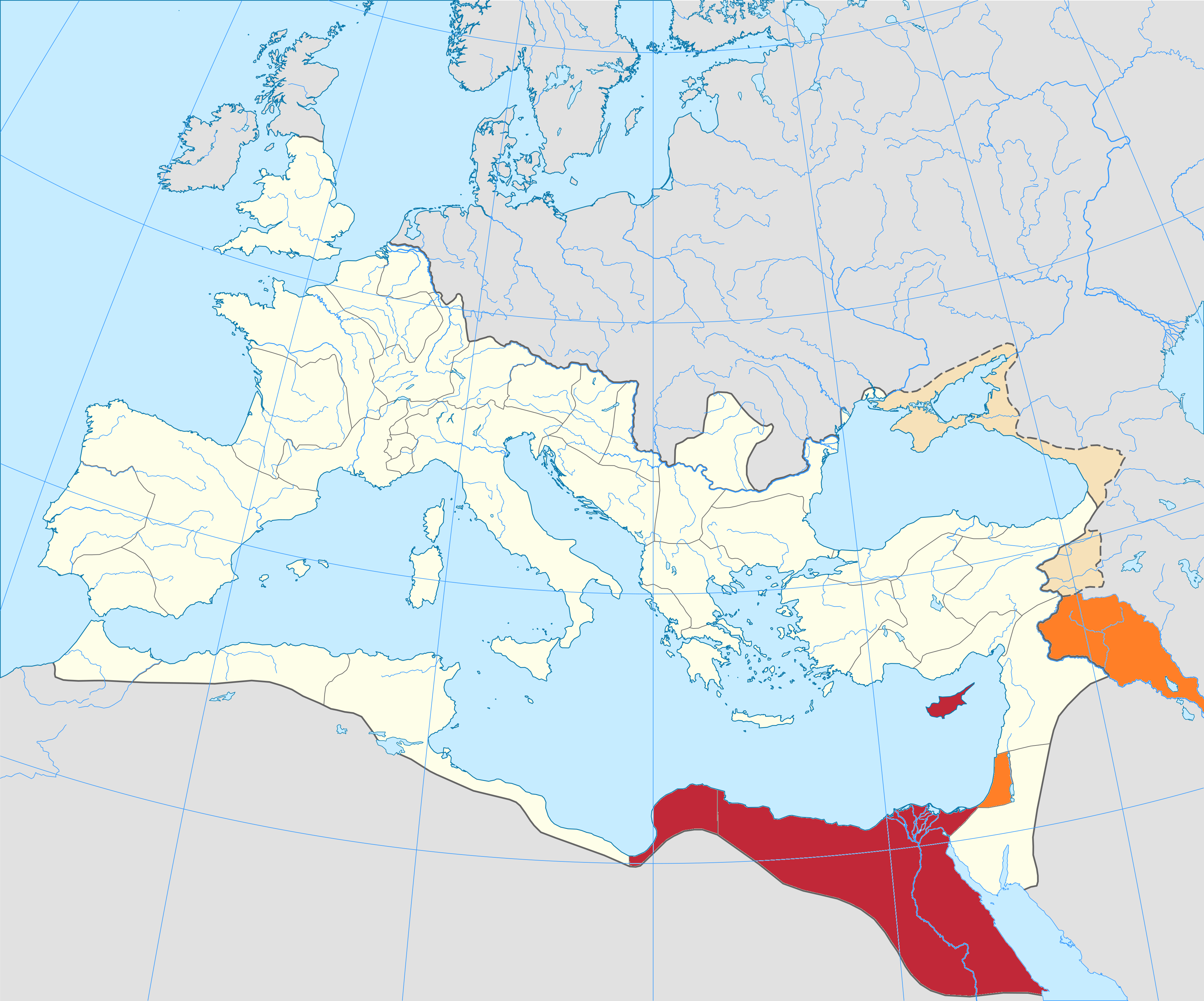
استان‌های رومی درگیر در شورش دیاسپورا (۱۱۵–۱۱۷)

در سال ۱۱۵ میلادی، یک موج از قیام‌های یهودی گسترده، که به نام "شورش دیاسپورا" شناخته می‌شود، تقریباً به‌طور هم‌زمان در چندین استان در مدیترانه شرقی به وقوع پیوست. در آن زمان، امپراتور تراژان در شرق‌تر، مشغول یک لشکرکشی نظامی علیه امپراتوری اشکانی در بین‌النهرین بود. قیام‌ها که پس از دهه‌ها تنش‌های قومی که گاهی به خشونت تبدیل می‌شدند، به نظر می‌رسد که تحت تأثیر وقایع در یهودا، از جمله تخریب معبد و ورود شورشیان پس از نخستین جنگ یهود-روم، که ایده‌های انقلابی را در میان جوامع یهودی محلی گسترش دادند، قرار گرفته‌اند. همچنین، انتظارات مسیحیانه برای رهایی الهی، مالیات تحقیرآمیز یهودی، و آنچه که به نظر می‌رسد تلاشی برای ایجاد یک حرکت جمعی از یهودیان از دیاسپورا به یهودا باشد،
در لیبی، نیروهای یهودی حملاتی علیه جمعیت‌های یونانی و رومی تحت رهبری آندریاس (طبق گزارش کاسيوس دیو) یا لوکوا (طبق گزارش یوسبیوس) انجام دادند – که احتمالاً همان فردی است که با هر دو نام شناخته می‌شود. کاسيوس دیو  خشونت شدید نیروهای یهودی را در منطقه سیرنایکا در لیبی توصیف می‌کند، اما این روایت‌ها احتمالاً اغراق‌آمیز هستند. در مصر، قیام گزارش شده که با درگیری‌هایی بین جوامع یهودی و همسایگان یونانی‌شان آغاز شد، که زمانی که لوکوا و پیروانش از سیرناییکا رسیدند، به شدت گسترش یافت. آنها روستاها را غارت کرده و مقاومت محلی را شکستند، که این امر باعث شد یونانی‌ها، با حمایت دهقانان مصری و رومی‌ها، با کشتار یهودیان اسکندریه انتقام بگیرند. در هر دو استان، یهودیان مکان‌های عمومی مانند معبد نمسیس نزدیک اسکندریه و معابد در لیبی, تخریب کردند، در حالی که همچنین کنترل آبراه‌ها در مصر را به‌دست آوردند. در قبرس، شورشیان یهودی تحت رهبری آرتمیون جزیره و شهر سلامیس، را ویران کردند. اوسبیوس همچنین به خشونت رومی‌ها علیه یهودیان در بین‌النهرین اشاره می‌کند، اما تجزیه و تحلیل‌های مدرن از شواهد موجود نشان می‌دهند که این بخشی از شورش‌های محلی گسترده علیه سلطنت روم بوده است، با مشارکت یهودیان که احتمالاً تحت تأثیر وضعیت مساعدشان تحت کنترل اشکانیان قرار گرفته‌اند.
قیام‌ها در مصر و لیبی توسط مارکیوس تربو سرکوب شدند، که از کمپین علیه پارتی‌ها بازگشته بود. در اواخر سال ۱۱۶ یا اوایل ۱۱۷, او با نیروهای زمینی و دریایی قابل توجهی، از جمله لشکرهای رومی، نیروهای کمکی و نیروهای محلی وارد مصر شد. تربو عملیات‌های نظامی گسترده و وحشیانه‌ای انجام داد که گزارش شده که جمعیت یهودی را نابود کرد. در بین‌النهرین، یک ژنرال دیگر به نام لوسیوس کوییتوس در سرکوب شورش‌های محلی مشارکت داشت. پس از آن، او به‌عنوان فرماندار یهودا منصوب شد. این دوره تقریباً زمانی است که شورش‌های محلی که در منابع ربانی به نام [[جنگ کیتوس]] بعد از کوییتوس یاد می‌شود، در استان رخ داد. با این حال، شواهد در منابع باستانی آن‌قدر محدود است که جزئیات این وقایع همچنان مبهم باقی مانده است. قیام‌ها در دیاسپورا احتمالاً تا تابستان یا پاییز ۱۱۷ میلادی سرکوب شدند، هرچند ممکن است که ناآرامی‌ها در مصر تا زمستان ۱۱۷/۱۱۸ میلادی ادامه یافته باشد.
پیامدهای این قیام برای جوامع یهودی ویران‌کننده بود. یک کمپین پاکسازی قومی منجر به نابودی تقریباً کامل یهودیان از سیرناییکا، قبرس و مصر شد. ترایان یک فهرست جدید برای ثبت اموال یهودیان مصادره‌شده به اجرا گذاشت. جامعه یهودی ثروتمند و تأثیرگذار اسکندریه عملاً نابود شد، و بازماندگان محدود به کسانی بودند که زودتر از قیام فرار کرده بودند. معبد بزرگ شهر، که در تلمود مورد ستایش قرار گرفته بود، تخریب شد, و احتمالاً دادگاه یهودی آن نیز منحل گردید. برخی از یهودیان ممکن است به یهودا و سوریه پناه برده باشند. تأثیرات فیزیکی نیز به شدت مشهود بود. شواهد باستان‌شناسی نشان می‌دهند که خسارات به کورنا آن‌قدر زیاد بود که هادریان مجبور شد در اوایل سلطنت خود شهر را بازسازی کند. جشن‌هایی برای بزرگداشت پیروزی بر یهودیان تا هشتاد سال بعد، حدود سال ۲۰۰ میلادی، در مصر ادامه داشت. در قبرس، یهودیان برای همیشه از حضور در جزیره ممنوع شدند؛ کاسيوس دیو اشاره کرد که حتی در دوران او، در قرن سوم، یهودیان اگر در جزیره یافت می‌شدند، حتی به دلیل شکست کشتی نیز محکوم به مرگ بودند. جوامع یهودی تنها به تدریج توانستند خود را بازسازی کنند: در مصر در قرن سوم, و در قبرس و سیرناییکا تا قرن چهارم.

## شورش بارکوخبا
در سال ۱۳۲ میلادی، شورش بارکوخبا—آخرین شورش بزرگ یهودی و آخرین تلاش سازمان‌دهی‌شده برای بازپس‌گیری استقلال ملی—در یهودا آغاز شد. این شورش عمدتاً در ناحیه یهودا به‌طور خاص متمرکز بود و تحت رهبری شمعون بار کوخبا، یک رهبر کاریزماتیک قرار داشت که حمایت‌هایش احتمالاً تحت تأثیر ویژگی‌ها و توانایی‌های شخصی او، از جمله کاریزما، قرار داشت. طبق گفته کاسيوس دیو ، شورش یک واکنش یهودی به تأسیس آلیا کاپیتولینا، یک مستعمره رومی بت‌پرست، بر فراز خرابه‌های اورشلیم بود،—که گودمن آن را به عنوان "راه‌حل نهایی برای شورش یهودیان" توصیف کرد.[۷۷] این تصمیم یهودیان را به شدت خشمگین کرد و امید آنها را برای بازسازی اورشلیم و معبد به کلی از بین برد. تاریخ آگوستی پیشنهاد می‌کند که دلیل فوری آغاز شورش، ممنوعیت ختنه توسط رومی‌ها، که یک عمل مرکزی یهودی بود، بوده است.

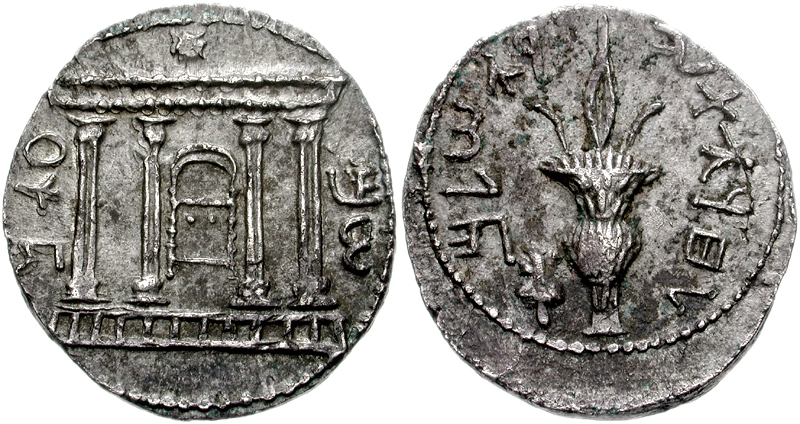
یک تترا دراخم بارکوخبا که بر روی یک دناریوس ضرب شده است. وجه مقابل: نمای معبد اورشلیم با ستاره در حال طلوع. وجه معکوس: یک لولاو (نخل), متن می‌خواند: "برای آزادی اورشلیم".

شورش بارکوخبا و تأسیس دولت بارکوخبا احتمالاً در تابستان ۱۳۲ میلادی آغاز شد. نیروهای شمعون بار کوخبا، منتظر ماندند تا هادریانترک کند و سپس قیام‌ها را آغاز کردند. یهودیان با یادگیری از شکست‌های نخستین جنگ یهود-روم، شورش را به دقت برنامه‌ریزی کردند. آنها بسیاری از اردوهای پنهانی را زیر روستاها و شهرهای سراسر یهودا ساختند تا برای جنگ‌های چریکی آماده شوند. با پیروزی‌های اولیه بر رومی‌ها، بارکوخبا کنترل یک دولت یهودی را به دست آورد و سکه‌هایی ضرب کرد که نمادها و شعارهایی را برای اعلام استقلال یهودی حمل می‌کردند، مشابه سکه‌هایی که در طول شورش ضرب شده بود. سکه‌های جدید حاوی نوشته‌هایی مانند "برای آزادی اسرائیل" و "برای آزادی اورشلیم" بودند.

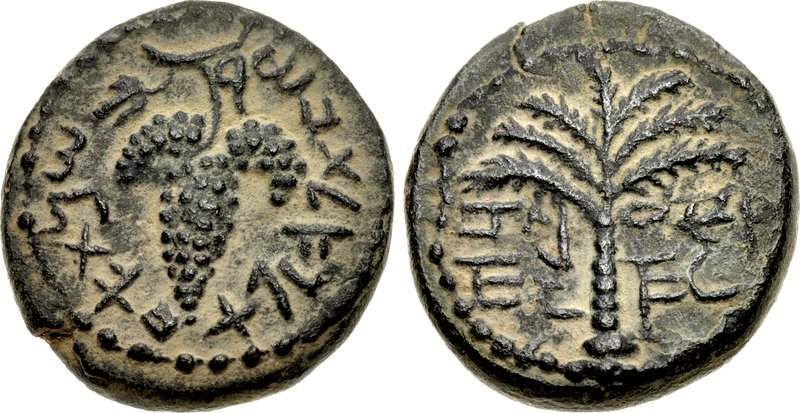
وجه مقابل: انگورها، متن می‌خواند: "سال ۱ تا رستگاری اسرائیل". وجه معکوس: یک درخت خرما با دو شاخه خرما؛ "العازار کاهن" (به عبری) دور آن.

با این حال، نیروهای رومی تحت فرمان امپراتور هادریان در نهایت شورش را سرکوب کردند و منجر به ویرانی‌های گسترده و کشتار جمعی شدند، که برخی مورخان آن را به عنوان نسل‌کشی توصیف می‌کنند. سقوط بتار و مرگ شمعون بار کوخبا، در سال ۱۳۵ پایان نهایی شورش را رقم زد. یهودا به شدت از نظر جمعیتی کاهش یافت، به طوری که بسیاری از یهودیان به بردگی فروخته شدند و به مناطق دوردست منتقل گردیدند. در حالی که مرگ هادریان در ۱۳۷ برخی از محدودیت‌ها و آزارها را کاهش داد، جمعیت یهودی در یهودا به شدت کاهش یافت. یهودیان باقی‌مانده عمدتاً در جلیل، جولان و شهرهای دشت ساحلی متمرکز شدند، با جوامع کوچک‌تر در حاشیه‌های یهودا و چندین منطقه دیگر.

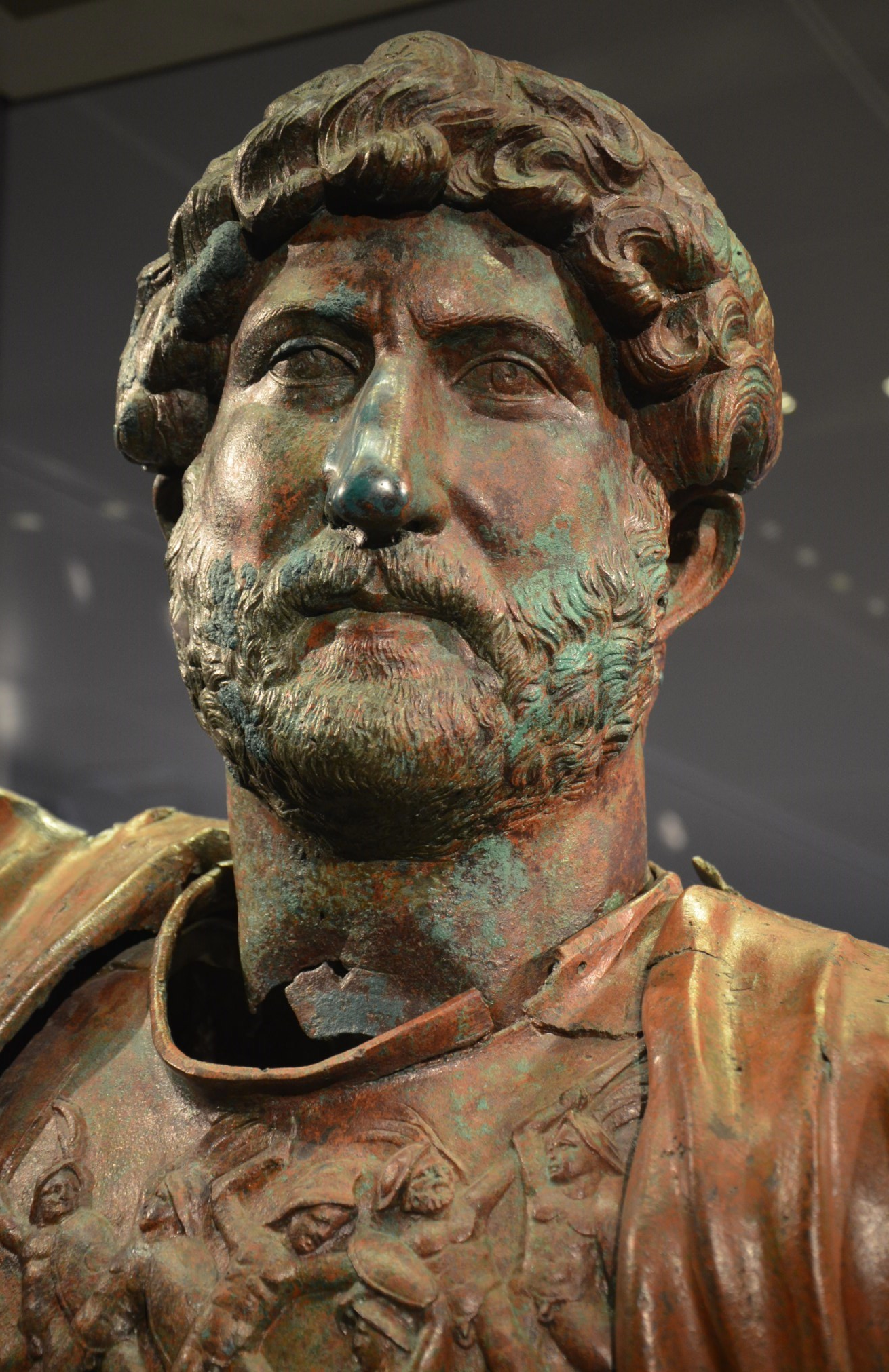
نیم‌تنه هادریان که در نزدیکی بیت‌شئان، در شمال اسرائیل یافت شده است.

## پیامدها
جنگ‌های یهودی-رومی به طور عمیقی مردم یهود را تغییر داد، به طوری که جمعیت زمانی برجسته در مدیترانه شرقی به یک اقلیت پراکنده و مورد آزار و اذیت تبدیل شد.[۱] این درگیری‌ها باعث تلفات گسترده و ویرانی در سراسر یهودا شد و منجر به جابجایی جمعیت گسترده و بردگی بسیاری از افراد شد. در حالی که جنگ اول یهودی-رومی اورشلیم را ویران کرد—مرکز زندگی سیاسی، ملی و دینی یهودیان را نابود کرد—شورش بار کوخبا پیامدهای فاجعه‌بارتری داشت، به طوری که عملاً یهودا، هسته سرزمین یهود، از جمعیت یهودی خود خالی شد.
تأثیر بر جمعیت یهودی
پیامدها برای یهودیان یهودا فاجعه‌آمیز بود، که با ویرانی‌های گسترده و کشتار جمعی همراه بود، که برخی از مورخان آن را به عنوان یک نسل‌کشی در نظر می‌گیرند. طبق گزارش‌های باستانی باقی‌مانده، صدها هزار یهودی جان باختند، در حالی که تعداد بی‌شماری دیگر به بردگی گرفته یا تبعید شدند. منطقه یهودا (در مقایسه با کل استان) به شدت از نظر جمعیتی کاهش یافت، با جوامع یهودی باقی‌مانده که عمدتاً در جلیل متمرکز شدند. یهودیان از اورشلیم و منطقه وسیع اطراف آن اخراج شدند، که تقریباً تمام ناحیه سنتی یهودا را شامل می‌شد.

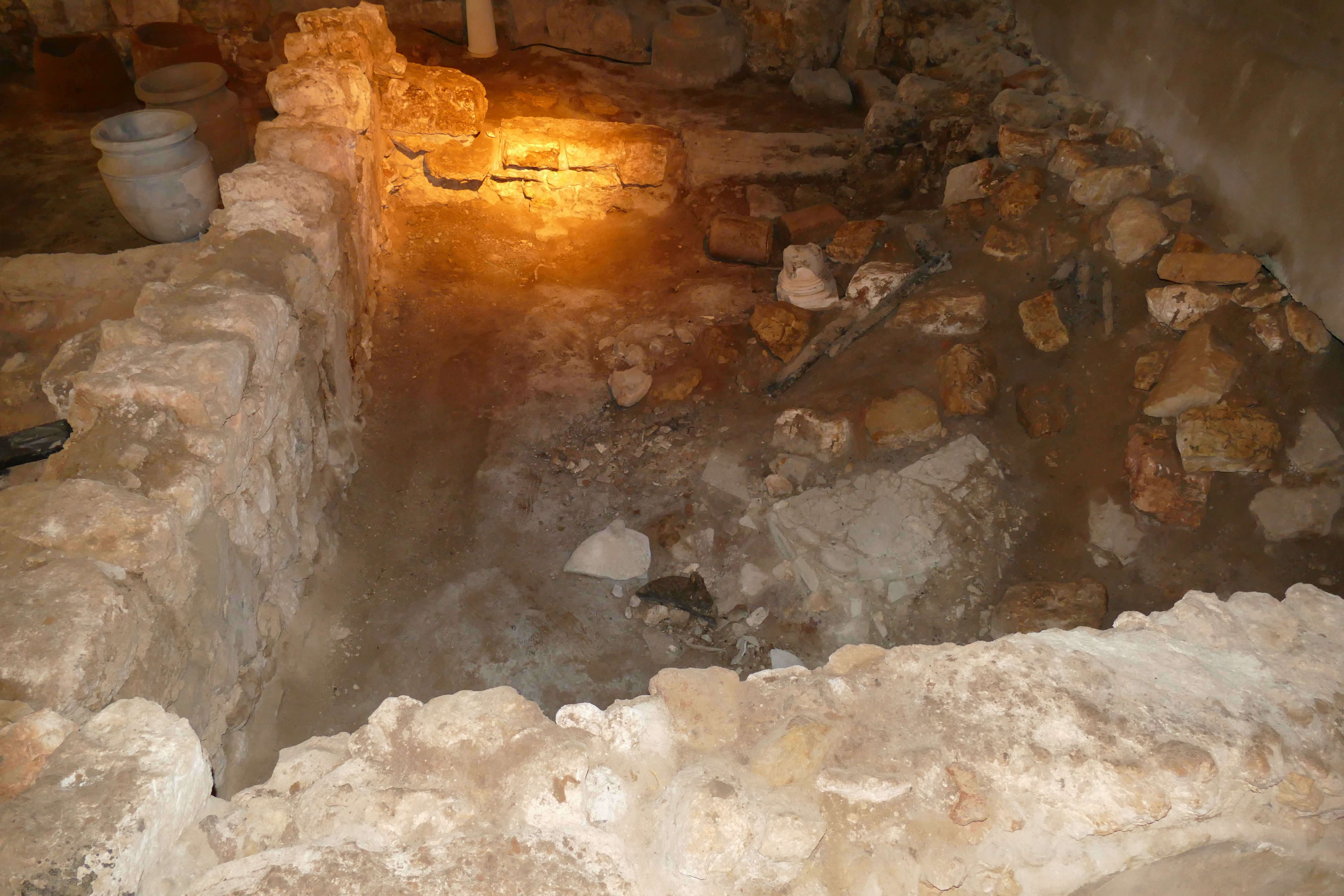
لایه‌هایی از خاکستر و مصالح فرو ریخته شده در زیرزمین یک عمارت در اورشلیم، که امروزه به عنوان خانه سوخته شناخته می‌شود و در سال ۷۰ میلادی ویران شده است.

شکست یک نقطه عطف در تاریخ یهودی بود، که منجر به تغییر در انتظارات مسیحیانه و توسعه یک رویکرد محتاطانه و محافظه‌کارانه در مقاومت سیاسی به رهبری ربانی‌ها شد. جنگ و پیامدهای آن ظهورمسیحیت اولیه به عنوان یک دین متمایز از یهودیت را تسریع کرد. اقدامات تلافی‌جویانه رومی‌ها شامل محدودیت‌های شدید دینی، مانند ممنوعیت ختنه و رعایت شبات بود. هادریان فرآیند تبدیل اورشلیم به آلیا کاپیتولینا را تکمیل کرد، و یهودیان را از ورود به آنجا منع کرده و جمعیت‌های بیگانه را در آنجا اسکان داد. در محل معبد قدیمی در کوه معبد دو مجسمه نصب کرد، یکی از ژوپیتر و دیگری از خود. برای قرن‌ها، یهودیان از سکونت در اورشلیم محدود شدند، به جز یک روز در هر سال، در تیشا ب'آو، روز عزاداری سالانه برای تخریب معبد. کوه معبد تقریباً تا فتح اسلامی سرزمین مقدس رها شده ماند، زمانی که قبه الصخره بر روی خرابه‌های معبد ساخته شد.
پس از شورش‌ها، هزاران برده یهودی به شبه‌جزیره ایتالیا آورده شدند. خود شهر رم شاهد ورود چشمگیر برده‌های یهودی بود. تخریب اورشلیم همچنین یهودیان را به شبه‌جزیره عربستان آورد، که منجر به تأسیس مستعمراتی در یمن جنوبی و حجاز، به‌ویژه در یثرب (که بعدها مدینه نامیده شد)، شد، جایی که آنها به عنوان نمایندگان برجسته توحید شناخته شدند. در همان دوره، یهودیان همچنین شروع به سکونت در هیسپانیا (اسپانیا و پرتغال امروزی) و گالیا (فرانسه امروزی) کردند.
پس از شورش بارکوخبا، بازار برده‌ها پر از اسیران یهودی شد که به بردگی فروخته شده و در سراسر امپراتوری پراکنده شدند، که دیاسپورای یهودی را به طور قابل توجهی گسترش داد. کرونیکون پاشاله از قرن هفتم، که از منابع پیشین استفاده کرده است، می‌گوید که هادریان اسیران یهودی را "به قیمت یک وعده غذایی روزانه برای یک اسب" فروخت. نویسنده مسیحی قرن چهارم-پنجم، جروم، گزارش می‌دهد که پس از جنگ، "افراد بی‌شماری از سنین مختلف و هر دو جنس در بازار تریبینتوس (در حبرون) به فروش رسیدند". کسانی که فروخته نشدند به غزه برای حراج منتقل شدند، در حالی که بسیاری دیگر به مصر و دیگر مناطق منتقل شدند. جروم همچنین به اسیران یهودی اشاره می‌کند که توسط هادریان در باسپروس کیمری اسکان داده شدند. سرکوب شورش و شرایط سخت ناشی از آن منجر به ورود گسترده پناهندگان شد، که بسیاری از آنها به سمت شرق حرکت کرده و به برادران خود در سرزمین‌های امپراتوری اشکانی پیوستند و به رشد آن به عنوان یک مرکز بزرگ یهودی تحت حکومت ساسانیان در قرون بعدی کمک کردند.
تغییر نام یهودا به سوریه فلسطین
یک مجازات دیگر و ماندگارتر از سوی رومی‌ها پس از شورش اعمال شد. طبق نظر غالب محققان، در تلاشی برای پاک کردن یاد یهودا و اسرائیل باستان، استان یهودا—که نام آن ارتباط قومی واضحی با یهودیان داشت و از لاتین Iudaei گرفته شده بود—رسمی به سوریه فلسطین تغییر نام یافت. این اقدام با هدف قطع ارتباط تاریخی این منطقه با مردم یهود بود. نام قبلی، یهودا، ارتباط قومی واضحی با مردم یهود داشت، در حالی که نام جدید، سوریه فلسطین، فاقد هرگونه نشانه‌گذاری قومی صریح بود. اگرچه رومی‌ها اغلب نام استان‌ها را تغییر می‌دادند، این مورد به‌ویژه به‌خاطر این که تنها مورد ثبت‌شده است که نام یک استان به طور خاص در پاسخ به یک شورش تغییر یافت، قابل توجه است—اقدامی که بعد از شورش‌های استان‌هایی همچون بریتانیا یا ژرمنیا اتخاذ نشد. تاریخ‌نگار ست شوارت می‌نویسد که این نامگذاری با هدف "جشن گرفتن حذف یهودیت از استان" بوده است. دیوید جیکوبسون معتقد است که انتخاب هادریان برای سوریه فلسطین یک تصمیم اداری منطقی بود که محدوده سرزمینی استان را فراتر از یهودا در نظر می‌گرفت. او همچنین اشاره می‌کند که این نام پیشینه تاریخی داشت و به‌طور تاریخی به منطقه وسیع‌تری از اسرائیل بزرگ مرتبط بود. لویی فلدم می‌نویسد که هدف از این تغییر نام "حذف ویژگی یهودی سرزمین و اعمال نام نزدیک‌ترین قبیله به کل منطقه" بوده است و می‌افزاید که اصطلاح فلسطین قبلاً به‌طور عمده به منطقه ساحلی مرتبط با فلیسطی‌ها اشاره داشت و نویسندگان رومی اولیه معمولاً آن را از یهودا متمایز می‌کردند.[a] تاریخ‌نگار ورنر اکه احتمال تغییر نام را به دلیل تغییرات جمعیتی پس از کاهش جمعیت یهودیان رد می‌کند—و به نمونه مشابهی در تاریخ پانونیا اشاره می‌کند که منجر به تغییر نام نشد—و به‌جای آن استدلال می‌کند که این تغییر نام به طور خاص به‌عنوان یک مجازات علیه یهودیان اعمال شده است.
پس از تخریب اورشلیم، یهودیان تقریباً به مدت دو هزاره دیگر به عنوان یک موجودیت سیاسی شبیه به یک دولت-ملت وجود نداشتند. با این حال، آنها هویت ملی خود را از طریق حافظه جمعی، دین و متون مقدس حفظ کردند و به عنوان یک ملت باقی ماندند، نه تنها به عنوان یک گروه قومی، که در نهایت منجر به ظهور صهیونیسم و تأسیس اسرائیل مدرن شد.
مراسم یهودی به مناسبت این رویدادها

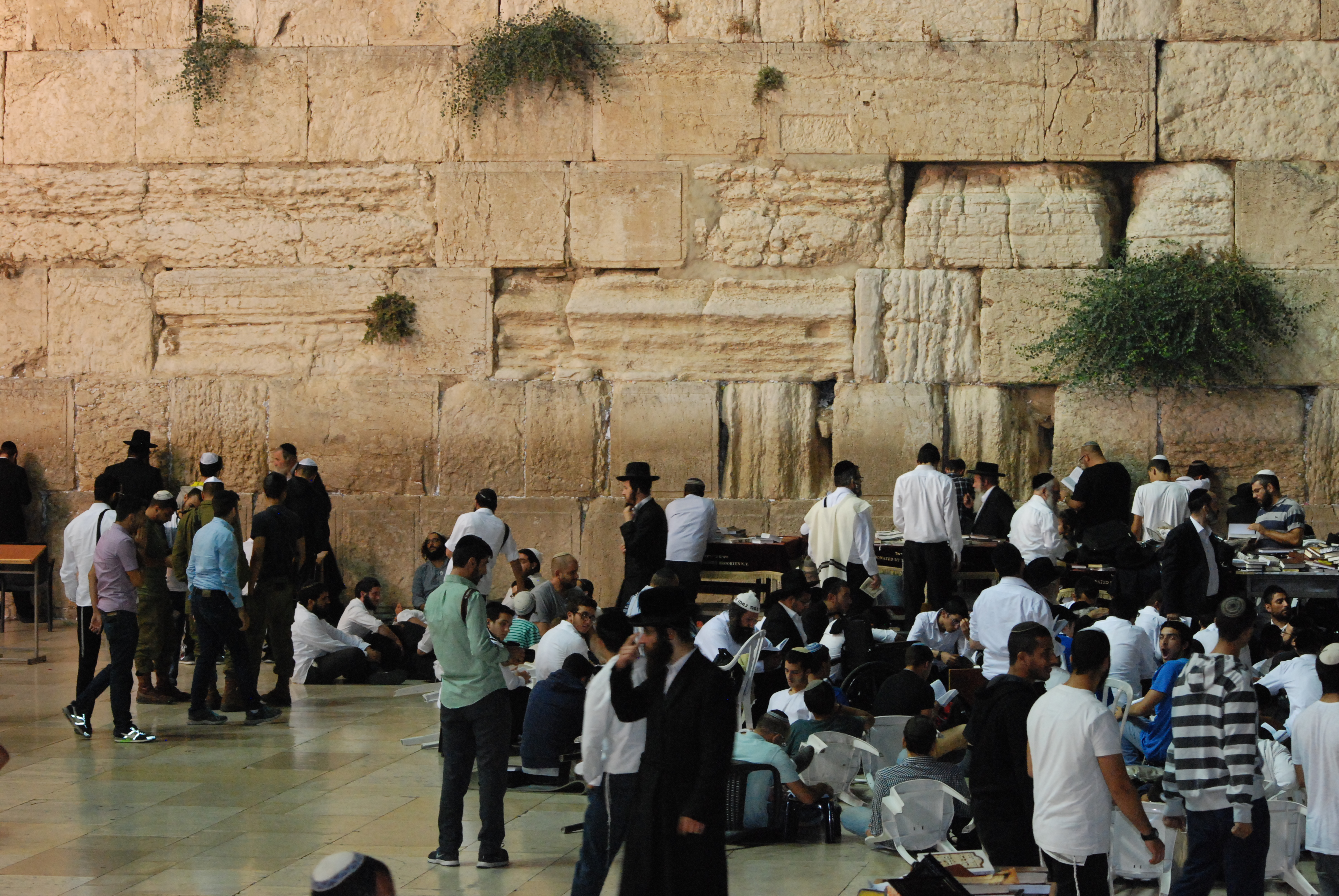
یهودیان در حال نماز خواندن در دیوار غربی در طول تیشا بآو، روزه‌ای که به یاد تخریب معبد برگزار می‌شود.

تخریب معبد دوم تأثیر عمیق و ماندگاری بر سنت یهودی گذاشت و آداب و رسوم‌هایی را شکل داد که یادبود آن را گرامی می‌دارند. این مراسم به طور رسمی در تیشا بآو (نهمین روز از ماه آو در تقویم یهودی) برگزار می‌شود، که یک روز بزرگ روزه‌داری یهودی است و همچنین تخریب معبد سلیمان و دیگر رویدادهای فاجعه‌بار در تاریخ یهود، از جمله اخراج یهودی‌ها از اسپانیا را یادآوری می‌کند. دیوار غربی، مهم‌ترین بقایای باقی‌مانده از معبد دوم، مدت‌هاست که نقطه مرکزی برای نماز و عزاداری یهودیان بوده و هم‌زمان نماد تخریب سرزمین یهودی و امید به بازسازی آن است. این دیوار گاهی به "دیوار ندبه" (Wailing Wall) اشاره شده است به دلیل ناله‌هایی که در تاریخ در آنجا انجام می‌شده است. در نمازهای روزانه یهودیان، اورشلیم چندین بار در روز ذکر می‌شود، همچنین در برکات پس از غذا نیز ذکر می‌شود. در مراسم ازدواج یهودی، عروس‌داماد شیشه‌ای را زیر پا می‌شکند تا تخریب معبد را به یاد آورد. هم عروس‌دامادها و هم در انتهای مراسم ازدواج یهودی، یهودیان عبارت زیر را می‌خوانند: "اگر تو را فراموش کنم، ای اورشلیم، دست راست من فراموشی خود را فراموش کند. اگر تو را به یاد نیاورم، زبان من به سقف دهانم چسبیده باشد؛ اگر اورشلیم را از بالاترین لذت خود برتر ندانم." دیگر رسوم عزاداری شامل ترک بخشی از خانه بدون رنگ‌آمیزی یا خودداری از پوشیدن جواهرات کامل در مراسم شاد است. برای نسل‌ها و حتی امروزه، یهودیان در پایان مراسم پسح عبارت "سال آینده در اورشلیم" را قرائت می‌کنند.

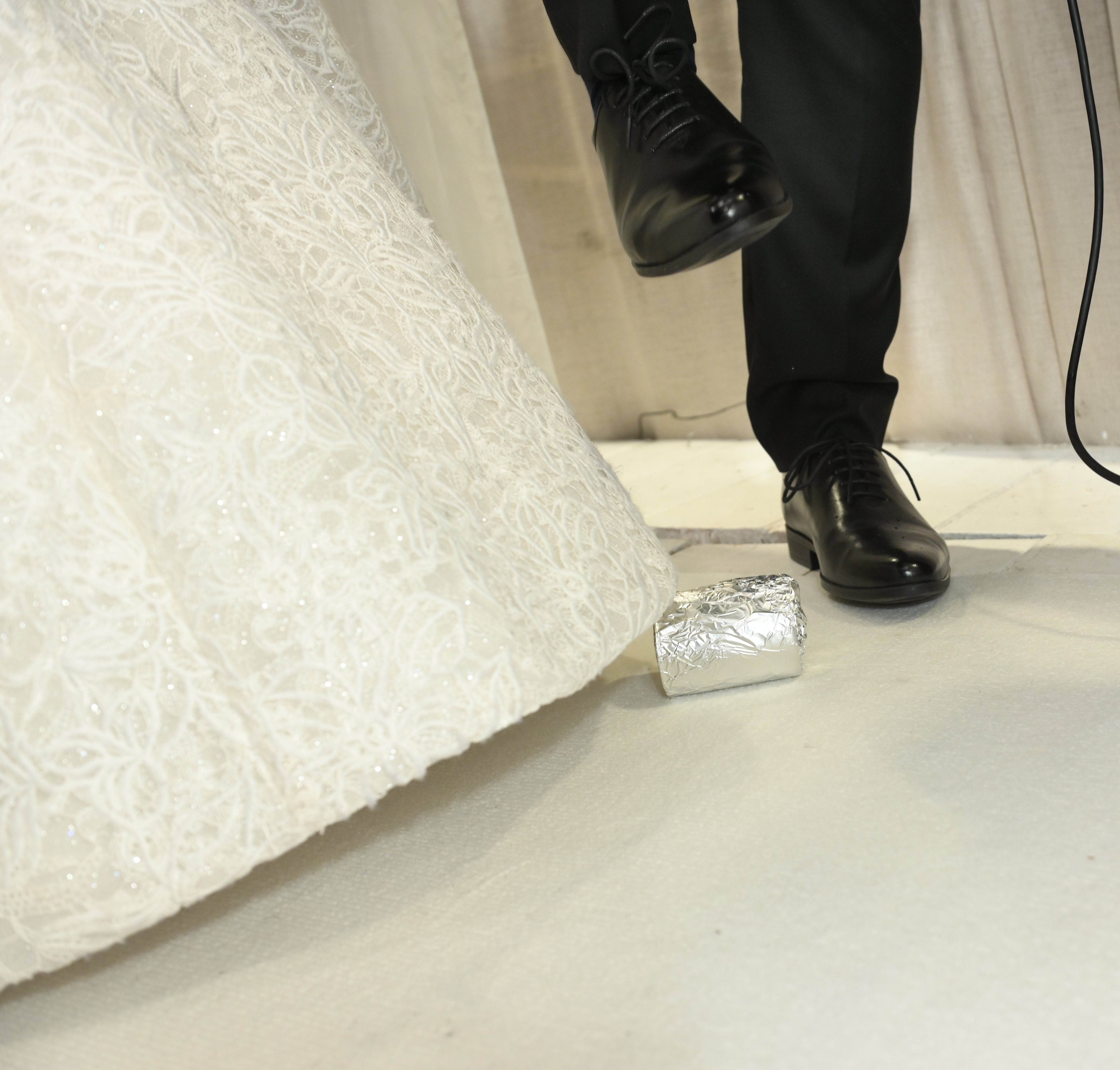
عروس‌داماد در طول مراسم ازدواج یهودی شیشه‌ای را زیر پا می‌شکند، یک عمل نمادین که به یاد تخریب معبد در اورشلیم برگزار می‌شود.

توسفتا در قرن دوم گزارش می‌دهد که ربی اشمائل روز تخریب معبد را با پیامدهای شورش بارکوخبا مقایسه کرده و آن را زمانی دانسته است که رومی‌ها "تورات را از میان ما ریشه‌کن می‌کردند." یک سنت تَناییتی منسوب به ربی اکیبا بن یوسف روز تیشا بآو را به عنوان تاریخ تخریب هر دو معبد به یاد می‌آورد؛ میشنا بعداً این مراسم را گسترش داده و رویدادهای شورش بارکوخبا را نیز در بر گرفت: "بتر تسخیر شد و شهر شیار زده شد"، که اشاره به سقوط آخرین دژ و تبدیل اورشلیم به آلیا کاپیتولینا توسط رومی‌ها دارد. یک عبارت دیگر در میشنا سه شورش یهودی را به عنوان هرکدام که منجر به اعمال مراسم عزاداری جدید در زمینه ازدواج‌ها می‌شود، ارائه می‌دهد: به علت "جنگ وسپاسیان"، "آنها تاج‌های عروس‌دامادها و طبل‌ها را ممنوع کردند"؛ پس از "جنگ کوییتوس" (اگرچه در نسخه دیگری تیتوس)، "آنها تاج‌های عروس‌ها را ممنوع کردند"، در حالی که "در جنگ آخر"، آنها "ممنوع کردند که عروس‌ها در داخل شهر سوار بر تخت شوند."
تأثیر بر دین یهود

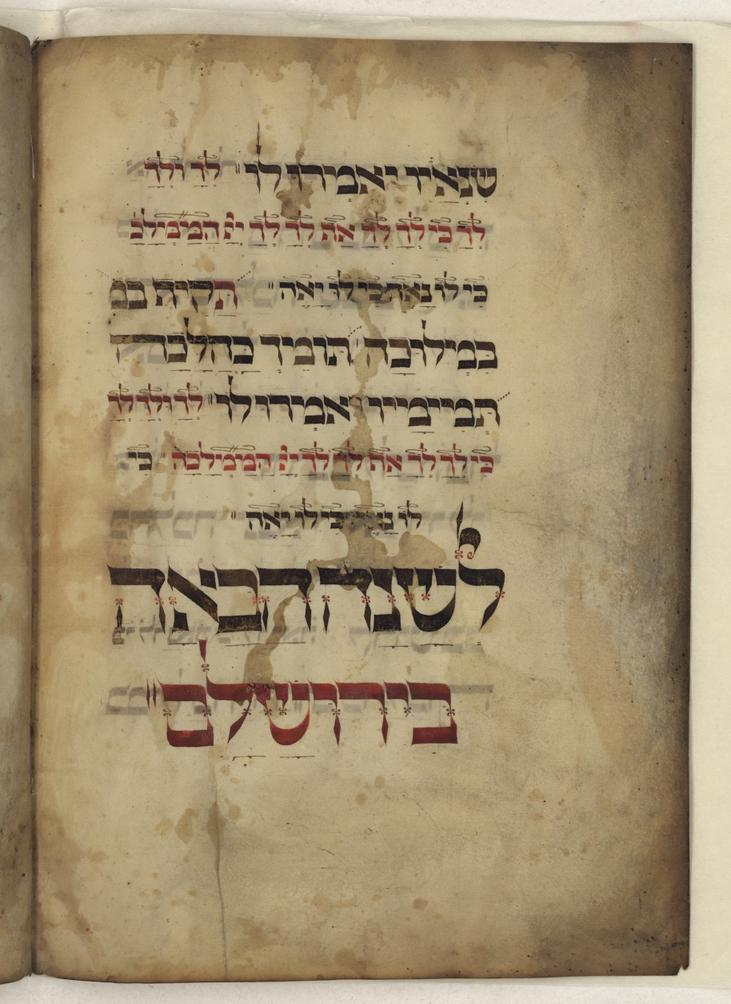
یک صفحه از هگاده پسح، که در سال ۱۴۵۰ چاپ شده است، نشان‌دهنده عبارت "سال آینده در اورشلیم" است که یهودیان در پایان مراسم پسح قرائت می‌کنند.

تخریب معبد نقطه عطفی در تاریخ یهود بود که هم‌زمان به تغییر در عبادات دینی و ساختار اجتماعی یهودیان منجر شد. معبد در مرکز زندگی دینی و ملی یهودیان قرار داشت، و به عنوان مرکز عبادت قربانی که قرن‌ها بخش مهمی از[یهودیت بود، و به عنوان نماد اصلی حاکمیت یهودی. از دست دادن آن خلأیی ایجاد کرد که نیازمند بازسازی زندگی یهودی بود. این دوره همچنین پایان بخشیدن به فرقه‌گرایی یهودی بود: صدوقیان که اقتدار و منزلت آنها به معبد وابسته بود، به عنوان یک گروه مستقل ناپدید شدند، همانطور که اسن‌ها که به تزکیه‌گری شناخته می‌شدند، ناپدید شدند. [ب] با این حال، فریسیان، که معمولاً مخالف شورش اول بودند، به عنوان نیروی مذهبی غالب ظهور کردند.[۱۸۸] تأکید آنها بر نماز، تفسیر متون مقدس و قانون دینی برای بقای یهودیت حیاتی بود. تحت جانشینان آنها، ربانی‌ها، یهودیت بازسازی شد و توانست بدون نهاد مرکزی خود رشد کند. این تحول بر روی عناصری متمرکز شد که می‌توانست در هر مکان عملی شود: نماز به عنوان جایگزینی برای قربانی، مطالعه تورات و انجام کارهای نیکو. کنیسه، که قبلاً به عنوان یک نهاد در دوران معبد دوم وجود داشت، برجسته‌تر شد و تبدیل به محل اصلی عبادت یهودیان و زندگی اجتماعی آنها شد. این تغییرات الگوهای عبادت دینی را ایجاد کرد که زندگی یهودی را برای هزاره‌ها پشتیبانی و شکل داد، حتی در حالی که یهودیان با تبعید و پراکندگی بیشتر از سرزمین اسرائیل روبرو بودند.
طبق سنت ربانی، یک لحظه کلیدی در این تحول در دوران محاصره اورشلیم اتفاق افتاد، زمانی که ربی یحیی بن زکای خود را در تابوتی از شهر قاچاق کرد. پس از دیدار با وسپاسیان و پیشگویی سلطنت او بر تخت امپراتوری، ربی یحیی بن زکای اجازه تأسیس یک حوزه علمیه در یبنه را کسب کرد. این نهاد تبدیل به یک مرکز پیشرو فعالیت‌های ربانی شد، جایی که تصریحات مهمی برای بازسازی زندگی یهودی و عبادت‌ها بدون معبد معرفی شد. پس از شورش بارکوخبا، مراکز عمده‌ای از آموزش یهودی در جلیل و بابِل ظهور کردند، جایی که دانشمندان متون بنیادی یهودیت ربانی را تدوین کردند: میشنا اوایل قرن سوم و بعداً اورشلیم تلمود و تلمود بابلی، که به منابع اصلی قانون یهودی و هدایت دینی تبدیل شدند.

### کتاب‌نامه
- Barclay, John M.G. (1998). Jews in the Mediterranean Diaspora: From Alexander to Trajan (323 BCE–117 CE). Edinburgh: T&T Clark. ISBN 978-0567-08651-8.
- Beard, Mary (2002). "The Triumph of Flavius Josephus".  In Boyle, A. J.; Dominik, W. J. (eds.). Flavian Rome: Culture, Image, Text. Brill. pp. 543–558. ISBN 978-9-004-11188-2.
- Bennett, Julian (2005) [1997]. Trajan Optimus Princeps: A Life and Times (e-Library ed.). London and New York: Routledge. ISBN 0-203-36056-7.
- Berlin, Andrea M.; Overman, J. Andrew, eds. (2002). "Introduction". The First Jewish Revolt: Archaeology, History, and Ideology. London and New York: Routledge. ISBN 978-0-415-62024-6.
- Cohen, Shaye J. D. (1984). "The Significance of Yavneh: Pharisees, Rabbis, and the End of Jewish Sectarianism". Hebrew Union College Annual. 55: 27–53. JSTOR 23507609.
- Cohen, Shaye J. D. (1999). "The Temple and the synagogue".  In Horbury, William; Davies, W. D.; Sturdy, John (eds.). The Early Roman Period. The Cambridge History of Judaism. Vol. 3. Cambridge University Press. pp. 298–325. ISBN 9781139053662.
- Cohen, Shaye J. D. (2014). From Maccabees To Mishnah (3rd ed.). Louisville, Kentucky: Westminster John Knox Press. ISBN 978-0-664-23904-6.
- Cotton, Hannah M. (2009).  Eck, Werner (ed.). "Some Aspects of the Roman Administration of Judaea/Syria-Palaestina". Jahrhundert. Oldenbourg Wissenschaftsverlag. 1, Lokale Autonomie und Ordnungsmacht in den kaiserzeitlichen Provinzen (3): 75–92. doi:10.1524/9783486596014-007. ISBN 978-3-486-59601-4.
- Cotton, Hannah M. (2022).  Pogorelsky, Ofer (ed.). Roman Rule and Jewish Life: Collected Papers. Studia Judaica. Vol. 89. De Gruyter. doi:10.1515/9783110770438. ISBN 978-3-110-77043-8.
- Davies, Gwyn (2023). "Stamping Out the Embers: Roman "Mopping-Up" Operations at the End of the First Jewish Revolt".  In Mizzi, Dennis; Grey, Matthew; Rassalle, Tine (eds.). Pushing Sacred Boundaries in Early Judaism and the Ancient Mediterranean. Supplements to the Journal for the Study of Judaism. Vol. 208. Brill. pp. 100–127. doi:10.1163/9789004540828_005. ISBN 978-9-004-54082-8.
- deSilva, David A. (2024). Judea under Greek and Roman Rule. Oxford University Press. ISBN 978-0-190-26328-7.
- Eshel, Hanan (2003). "The Dates used during the Bar Kokhba Revolt".  In Peter Schäfer (ed.). The Bar Kokhba War Reconsidered: New Perspectives on the Second Jewish Revolt Against Rome. Mohr Siebeck. pp. 95–96. ISBN 978-3-16-148076-8.
- Eshel, Hanan (2006). "The Bar Kochba Revolt, 132–135".  In Katz, Steven T. (ed.). The Late Roman-Rabbinic Period. The Cambridge History of Judaism. Vol. 4th. Cambridge University Press. ISBN 978-0-521-77248-8.
- Feldman, Louis H. (1990). "Some Observations on the Name of Palestine". Hebrew Union College Annual. Hebrew Union College – Jewish Institute of Religion. 61: 1–23. JSTOR 23508170.
- Feldman, Louis (1999). "Josephus (CE 37–c. 100)".  In Horbury, William; Davies, W. D.; Sturdy, John (eds.). The Early Roman Period. The Cambridge History of Judaism. Vol. 3. Cambridge University Press. pp. 901–921. ISBN 9781139053662.
- Hastings, Adrian (1997). The Construction of Nationhood: Ethnicity, Religion and Nationalism. Cambridge University Press. pp. 186–187. ISBN 0-521-59391-3.
- Hengel, Martin (1989). The Zealots: Investigation into the Jewish Freedom Movement in the Period from Herod until 70 AD. Translated by Smith, David (2nd (Translated from German) ed.). Edinburgh: T&T Clark. ISBN 0-567-09372-7.
- Horsley, Richard A. (2002). "Power vacuum and power struggle in 66–7 CE".  In Berlin, Andrea M.; Overman, J. Andrew (eds.). The First Jewish Revolt: Archaeology, History, and Ideology. London and New York: Routledge. pp. 87–109. ISBN 978-0-415-62024-6.
- Gabba, Emilio (1999). "The social, economic and political history of Palestine 63 BCE–CE 70".  In Horbury, William; Davies, W. D.; Sturdy, John (eds.). The Early Roman Period. The Cambridge History of Judaism. Vol. 3. Cambridge University Press. pp. 94–167. ISBN 9781139053662.
- Goodman, Martin (1987). The Ruling Class of Judaea: The Origins of the Jewish Revolt against Rome, A.D. 66–70. Cambridge University Press. doi:10.1017/CBO9780511552656. ISBN 9780511552656.
- Goodman, Martin (2004). "Trajan and the Origins of Roman Hostility to the Jews". Past & Present (182): 3–29. JSTOR 3600803.
- Goodman, Martin (2006). "Sadducees and Essenes after 70 CE". Judaism in the Roman World. Ancient Judaism and Early Christianity. Vol. 66. Brill. pp. 153–162. ISBN 978-9-047-41061-4.
- Hacham, Noah; Ilan, Tal, eds. (2022). The Early Roman Period (30 BCE–117 CE). Corpus Papyrorum Judaicarum. Vol. 5. De Gruyter Oldenbourg. doi:10.1515/9783110787764. ISBN 978-3-110-78599-9.
- Hornum, Michael B. (1993). Nemesis, the Roman State and the Games. Religions in the Graeco-Roman World. Vol. 117. Brill. ISBN 978-9-004-09745-2.
- Horbury, William (1996). "The Beginnings of the Jewish Revolt under Trajan".  In Schäfer, Peter (ed.). Geschichte–Tradition–Reflexion: Festschrift für Martin Hengel zum 70 Geburstag. Vol. 1. Tübingen: Cambridge University Press.
- Horbury, William (2021). "Jewish Egypt in the Light of the Risings under Trajan".  In Salvesen, Alison; Pearce, Sarah; Frenkel, Miriam (eds.). Israel in Egypt: The Land of Egypt as Concept and Reality for Jews in Antiquity and the Early Medieval Period. Ancient Judaism and Early Christianity. Vol. 110. Leiden & Boston: Brill. pp. 347–366. ISBN 978-90-04-43539-1.
- Horbury, William (2014). Jewish War under Trajan and Hadrian. Cambridge University Press. ISBN 978-1-139-04905-4.
- Isaac, Benjamin (1990). The Limits of Empire: The Roman Army in the East. Oxford University Press. ISBN 978-0-198-14952-1.
- Jacobson, David (2001), "When Palestine Meant Israel", Biblical Archaeology Review, 27 (3), archived from the original on 2011-07-25
- Kerkeslager, Allen (2006). "The Jews in Egypt and Cyrenaica, 66–c. 235 CE".  In Katz, Steven T. (ed.). The Late Roman-Rabbinic Period. The Cambridge History of Judaism. Vol. 4. Cambridge University Press. ISBN 978-0-521-77248-8.
- Levine, Lee I. (2005). The Ancient Synagogue: The First Thousand Years (2nd ed.). New Haven & London: Yale University Press. ISBN 0-300-10628-9.
- Levine, David (2018). "70 CE or 135 CE – Where was the Watershed? Ancient and Modern Perspectives".  In Schwartz, Joshua J.; Tomson, Peter J. (eds.). Jews and Christians in the First and Second Centuries: The Interbellum 70‒132 CE. Compendia Rerum Iudaicarum ad Novum Testamentum. Vol. 15. Brill. pp. 161–175. doi:10.1163/9789004352971_011. ISBN 978-90-04-35297-1.
- Magness, Jodi (2012). The Archaeology of the Holy Land: From the Destruction of Solomon's Temple to the Muslim Conquest. Cambridge University Press. ISBN 978-1-139-01383-3.
- Magness, Jodi (2024). Jerusalem Through The Ages: From Its Beginnings To The Crusades. New York, NY: Oxford University Press. ISBN 978-0-19-093780-5.
- Pucci Ben Zeev, Miriam (2006). "The Uprisings in the Jewish Diaspora, 116–117".  In Katz, Steven T. (ed.). The Late Roman-Rabbinic Period. The Cambridge History of Judaism. Vol. 4. Cambridge: Cambridge University Press. pp. 93–104. doi:10.1017/CHOL9780521772488.005. ISBN 978-0-521-77248-8.
- Stemberger, Günter (1999). "The Sadducees – Their History and Doctrines".  In Horbury, William; Davies, W. D.; Sturdy, John (eds.). The Early Roman Period. The Cambridge History of Judaism. Vol. 3. Cambridge University Press. pp. 428–443. ISBN 9781139053662.
- Mason, Steve (2016). A History of the Jewish War: AD 66–74. Key Conflicts of Classical Antiquity. Cambridge University Press. doi:10.1017/CBO9781139020718. ISBN 978-1-139-02071-8.
- McLaren, James S. (2011). "Going to War against Rome: The Motivation of the Jewish Rebels".  In Popović, Mladen (ed.). The Jewish Revolt against Rome: Interdisciplinary Perspectives. Brill. pp. 129–153. doi:10.1163/9789004216693_007. ISBN 978-9-004-21668-6.
- Millar, Fergus (1995). The Roman Near East: 31 BC–AD 337. Harvard University Press. ISBN 978-0-674-77886-3.
- Price, Jonathan J. (1992). Jerusalem under Siege: The Collapse of the Jewish State, 66-70 C.E. Brill's Series in Jewish Studies. Vol. 3. Brill. ISBN 978-9-004-09471-0.
- Price, Jonathan (2011). "The Jewish Population of Jerusalem from the First Century BCE to the Early Second Century CE: The Epigraphic Record".  In Popović, Mladen (ed.). The Jewish Revolt against Rome: Interdisciplinary Perspectives. Brill. pp. 399–418. doi:10.1163/9789004216693_017. ISBN 978-9-004-21668-6.
- Price, Jonathan (2024). "Historiography in the Time of Stasis: Reflections on the Nationalistic Uprisings in Judea/Palestine".  In Czajkowski, Kimberley; Friedman, David A. (eds.). Looking In, Looking Out: Jews and Non-Jews in Mutual Contemplation. Supplements to the Journal for the Study of Judaism. Vol. 212. Leiden and Boston: Brill. pp. 15–37. doi:10.1163/89004685055 (inactive 16 January 2025). ISBN 978-9-004-68503-1.{{cite book}}:  تمیزکاری شیوه یادکرد ۱: شناساگر شیء دیجیتال غیرفعال از ژانویه ۲۰۲۵ (link)
- Ritter, Bradley (2015). Judeans in the Greek Cities of the Roman Empire. Supplements to the Journal for the Study of Judaism. Vol. 170. Brill. ISBN 978-9-004-28983-3.
- Rogers, Guy MacLean (2022). For the Freedom of Zion: The Great Revolt of Jews against Romans, 66–74 CE. Yale University Press. ISBN 978-0-300-24813-5.
- Rosenfeld, Ben Zion (1997). "Sage and Temple in Rabbinic Thought After the Destruction of the Second Temple". Journal for the Study of Judaism in the Persian, Hellenistic, and Roman Period. 28 (4): 437–464. doi:10.1163/157006397X00228. JSTOR 24668433.
- Safrai, Samuel; Stern, Menachem (1974). The Jewish People in the First Century. Vol. 1. Brill. ISBN 978-9-004-27500-3.
- Safrai, Samuel (1976). "The Era of the Mishnah and Talmud (70–640)". A History of the Jewish People. Cambridge, Massachusetts: Harvard University Press. pp. 307–382. ISBN 0-674-39731-2.
- Schaper, Joachim (1999). "The Pharisees".  In Horbury, William; Davies, W. D.; Sturdy, John (eds.). The Early Roman Period. The Cambridge History of Judaism. Vol. 3. Cambridge University Press. pp. 402–427. ISBN 9781139053662.
- Smallwood, E. Mary (1976). The Jews under Roman Rule from Pompey to Diocletian. SBL Press. ISBN 978-90-04-50204-8.
- Stuckenbruck, Loren T.; Gurtner, Daniel M., eds. (2019). T&T Clark Encyclopedia of Second Temple Judaism. Vol. 2. T&T Clark. ISBN 978-0-567-66144-9.
- Syon, Danny (2002). "Gamla: City of refuge".  In Berlin, Andrea M.; Overman, J. Andrew (eds.). The First Jewish Revolt: Archaeology, History, and Ideology. London and New York: Routledge. pp. 134–153. ISBN 978-0-415-62024-6.
- Tropper, Amram (2016). Rewriting Ancient Jewish History: The History of the Jews in Roman Times and the New Historical Method. London & New York: Routledge. ISBN 978-1-138-64148-8.
- Walker, Susan (2002). "Hadrian and the Renewal of Cyrene". Libyan Studies. Society for Libyan Studies. 33: 45–56. doi:10.1017/S0263718900005112.

- مشارکت‌کنندگان ویکی‌پدیا. «Jewish–Roman wars». در دانشنامهٔ ویکی‌پدیای انگلیسی، بازبینی‌شده در ۱۴ مه ۲۰۲۳.